# 涮羊肉

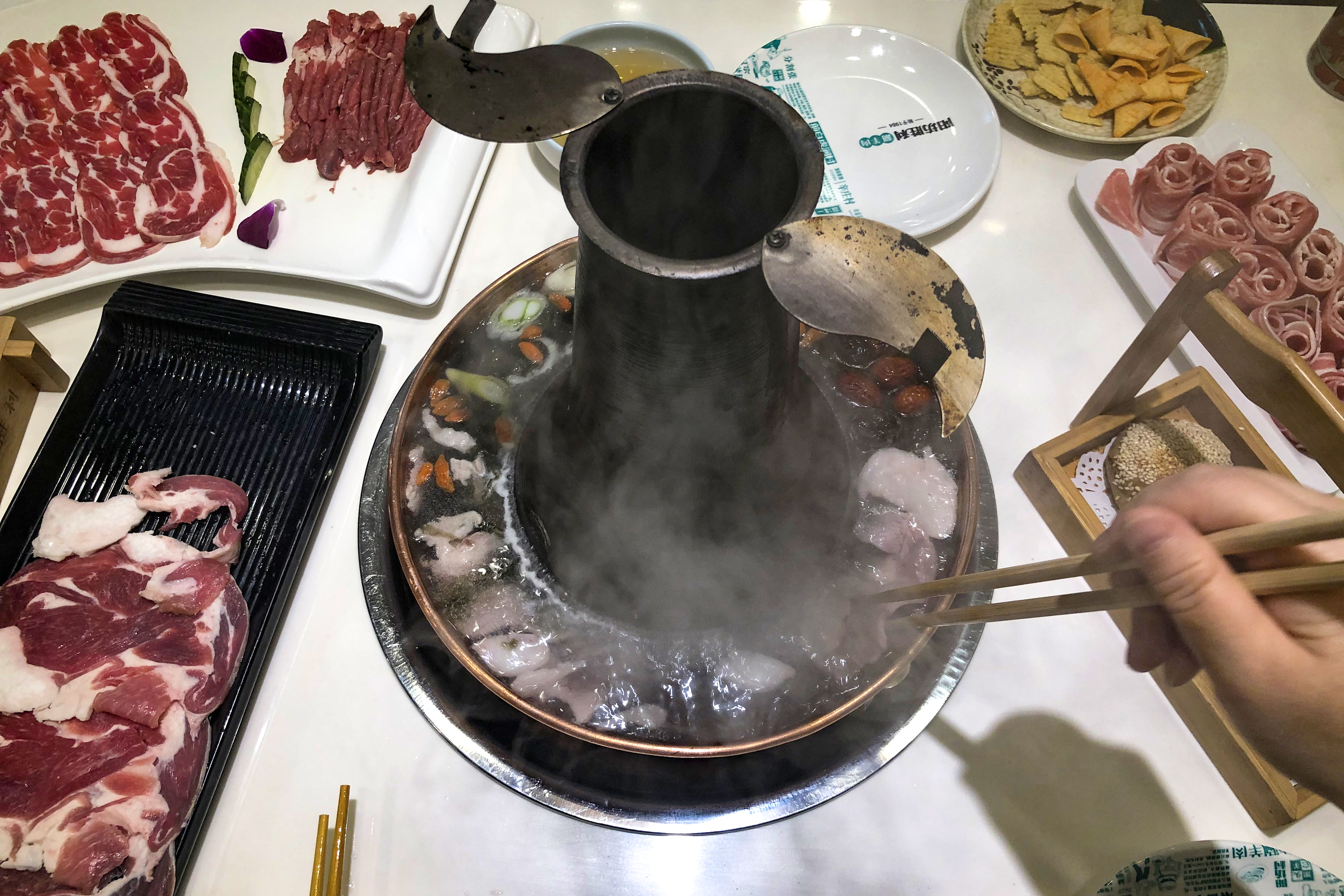
伝統的な鍋での涮羊肉の例

涮羊肉（シュワンヤンロウ）は北京料理の1種。伝統的には煙突状の鍋に張ったスープで羊肉を煮て、タレに付けて食べる料理である。火鍋涮羊肉とも。
日本のしゃぶしゃぶの起源ともいわれる。

## 概要
北京料理の羊料理としては烤羊肉と並んで日本人に知られた料理である。提供する店としては東来順が知られる。
タレは、醤油、黄酒、酢、ラー油、ゴマ、クルミ、香菜、すりおろした醤豆腐（発酵させた豆腐）を水でのばしたものなどがそれぞれ別の椀に用意してあり、それらを各人の好みで混ぜ合わせて自分用のタレを作る。肉以外には、ハクサイ、ホウレンソウ、うどん、小さな餃子などを食することもあり、肉にしても、羊肉が基本ではあるが好みで牛肉、鶏肉、魚が使われることもある。もともとは清真料理、回族の料理であるため、イスラム教の食のタブーである豚肉が使われることはない。また、ニンニクの砂糖漬けが出されることも多い。
なお、涮羊肉は肉を食べる料理であり、野菜などは食事の最後のほうで入れる。
『中国名菜譜』に依れば、1854年（咸豊4年）に北京の前門街に開業した「正陽楼」が涮羊肉を提供する漢族の店としては初のものである。正陽楼が北京に広めたことから涮羊肉は一般化した。なお、正陽楼では烤羊肉（現在では炙子烤肉と呼ばれる）も提供しており、こちらは日本のジンギスカン (料理)の原型になったとされる。